# 岐阜市北部体育館
岐阜市北部体育館（ぎふしほくぶたいいくかん）は、岐阜県岐阜市正木にある体育館である。

## 概要
- 1981年（昭和56年）4月開館。
- 指定管理者制度を導入しており、技研サービスが管理運営する[1]。
- 隣接して岐阜市北部市民プールがある。

## 施設
1階
- 会議室
- 卓球場
- トレーニング室

2階
- 競技場

広さは1,058.4㎡
バスケットボール2面、バレーボール2面、バドミントン6面、テニス2面、ハンドボール1面、フットサル1面の使用が可能
3階
- 観覧席（固定席186席）

## 利用案内
- 住所：岐阜県岐阜市正木1020-2
- 開館時間：9:00〜21:00
- 休館日：月曜日、年末年始（12月29日〜1月3日）

## 交通アクセス
- 岐阜バス「正木北」バス停より徒歩約10分。
  - 名鉄岐阜駅（名鉄岐阜のりば）・岐阜駅（JR岐阜駅バスターミナル）より、岐阜大学・病院線【C70】「岐阜大学病院」、岐南町線【N45】「岐阜大学病院」（岐阜公園経由）行き

## 周辺施設
- 岐阜大学
- 岐阜市立青山中学校
- 岐阜市立鷺山小学校
- 鳥羽川緑地
- 西郷郵便局
- ケーズデンキ岐阜正木店
- 洋服の青山岐阜正木店
- 鳥羽川
- 岐阜県道77号岐阜環状線